# Orlando Figes
Pour les articles homonymes, voir Figes.
Orlando Figes /ɔːˈlændəʊ ˈfaɪdʒiːz/, né le 20 novembre 1959 à Londres, est un historien britannique, spécialiste de l'histoire de la Russie et professeur au Birkbeck College de Londres. Il contribue régulièrement au journal The Guardian et aux revues London Review of Books et New York Review of Books.

## Biographie
Orlando Figes est le fils de l'écrivain féministe Eva Figes et frère de l'éditrice Kate Figes. Il étudie l'histoire à l'université de Cambridge, au Gonville and Caius College dont il sort major de promotion en 1982. Il est chercheur à Cambridge de 1987 à 1999, année à partir de laquelle il occupe la chaire d'histoire du Birkbeck College. Orlando Figes est membre du conseil scientifique du Centre européen de musique.
Orlando Figes a écrit de nombreux ouvrages sur l'histoire de la Russie, qui ont connu un grand succès dans le monde anglo-saxon. On peut notamment citer A People's Tragedy: Russian Revolution 1891-1924 et Natasha's Dance: A Cultural History of Russia, livres dans lesquels il combine des qualités d'historien et d'écrivain. Ses travaux présentent un style historiographique novateur et sont souvent rattachés à l'histoire culturelle. A People's Tragedy est considéré comme une référence dans la nouvelle école de l'histoire narrative.[réf. nécessaire]

## Prix
- 1997 – Wolfson History Prize
- 1997 – WH Smith Literary Award
- 1997 – NCR Book Award
- 1997 – Longman-History Today Book Prize
- 1997 – Los Angeles Times Book Prize

## Publications
- (en) Peasant Russia, Civil War : The Volga Countryside in Revolution, 1917-21, 1989,  (ISBN 0-19-822169-X)
- La Révolution russe. 1891-1924 : la tragédie d'un peuple (préface de Marc Ferro, trad. Pierre-Emmanuel Dauzat), Éditions Denoël, 2007  (ISBN 978-2207258392)
(édition originale : (en) A People's Tragedy: Russian Revolution 1891-1924, 1996).
- (en) avec Boris Kolonitskii, Interpreting the Russian Revolution : The Language and Symbols of 1917, 1999,  (ISBN 0-300-08106-5)
- (en) Natasha's Dance : A Cultural History of Russia, 2002,  (ISBN 0-14-029796-0)
- Les Chuchoteurs. Vivre et survivre sous Staline, Éditions Denoël, 2009  (ISBN 978-2207260852) (édition originale : (en) The Whisperers: Private Life in Stalin's Russia, 2007)
- (en) Crimea. The Last Crusade, Allen Lane, Penguins Books, 2010,  (ISBN 978-0-713-99704-0)
- (en) Just Send Me Word : A True Story of Love and Survival in the Gulag, Allen Lane, Penguins Books, 2012,  (ISBN 1846144884)
- (en)  Revolutionary Russia, 1891–1991, Pelican Books, 2014,  (ISBN 978-0141043678)